# 俄羅斯聯邦國防部清洗

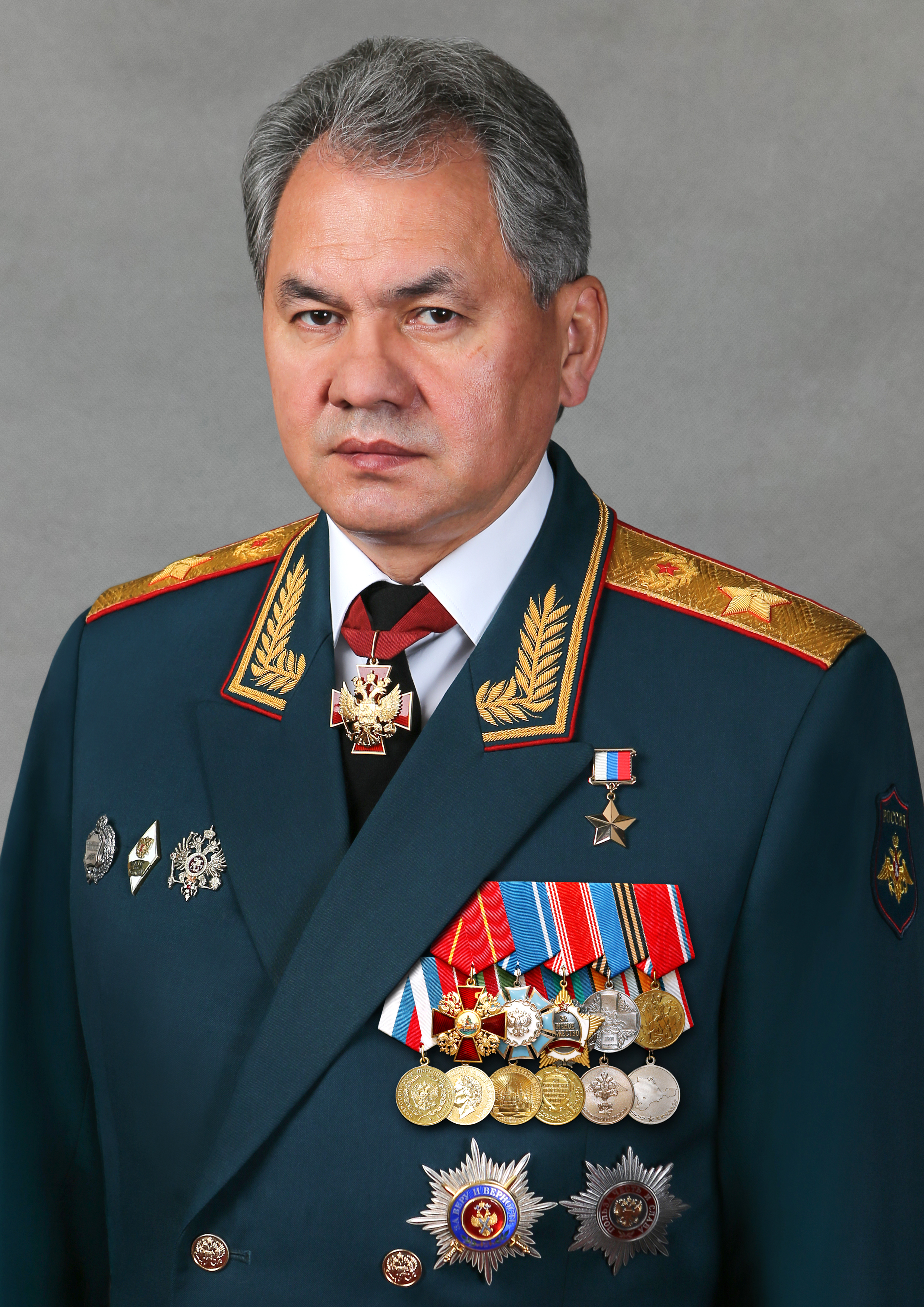
俄羅斯聯邦國防部部長謝爾蓋·紹伊古（2012年—2024年 ）

2024年4月開始，俄羅斯聯邦國防部進行一系列清洗行動，俄羅斯當局的目的是審核部門領導層和高級軍官是否達到當局所要求的標準。在這次行動中，有十人被撤職，其中七人遭到逮捕。一些報導將這些官員因刑事指控被捕與俄羅斯前國防部長謝爾蓋·紹伊古於2024年5月12日的辭職聯繫起來。

## 背景
多年來，俄羅斯獨立媒體、俄羅斯反對派和國際觀察家，以至於瓦格納集團首腦葉夫根尼·普里戈任和俄羅斯親戰軍事博主一直批評俄羅斯國防部部長紹伊古領導下的軍方無能且腐敗。
《莫斯科時報》引用其俄羅斯匿名官員消息來源指，俄羅斯當局一早知道俄羅斯國防部的腐敗問題，而調查俄羅斯國防部副部長鐵木爾·伊萬諾夫腐敗問題已經進行五年，與國防部相關的刑事案件也堆積如山，但礙於紹伊古擁有龐大勢力，偵查人員不被允許追捕他們。
而俄羅斯聯邦安全局也在俄羅斯入侵烏克蘭時期與俄羅斯國防部進行激烈的權力鬥爭。這場鬥爭源於2022年未能佔領基輔的責任歸屬問題，以及對國防預算的控制權競爭。
與此同時，在普里戈任與紹伊古的衝突導致瓦格納集團兵變後，以伊萬·波波夫為首的高級將領由於批評俄羅斯國防部的無能領導，導致砲兵性能不佳和俄軍傷亡慘重，卻被官方打壓。但如蘇赫拉布·艾哈邁多夫犯上嚴重軍事錯誤的將領卻因裙帶關係而未被追責，反而屢獲晉升，引起俄羅斯軍官和親戰軍事博主強烈不滿。

### 伊萬諾夫被捕和紹伊古被解職
2024年4月24日，俄羅斯國防部副部長伊萬諾夫因被控違反《俄羅斯刑法典》第290條第6款所列罪行而被捕，隨後在第二天被正式逮捕。這件事件導致他被撤銷國防部副部長的職位。
到了2024年5月12日，謝爾蓋·紹伊古被解職，並由經濟學家安德烈·別洛烏索夫接替。金融大學教授康斯坦丁·西蒙諾夫對此評論指，俄羅斯當局根據早前決策而作出大規模的清洗俄羅斯國防部的決定，而非新部長別洛烏索夫活動的結果。而俄羅斯當局對伊萬諾夫的調查已經進行好幾年，伊萬諾夫被逮捕是當局對整肅紹伊古時期國防部的信號，讓公眾理解當局即將對紹伊古作出決定。
同年8月29日，副国防部长、陆军大将帕维尔·波波夫因侵吞爱国者公园资金用于私人不动产而被捕。

## 被清洗的官員和高級將領列表
| 肖像 | 姓名                    | 職位                                                       | 在清洗中的結果 | 解職或被逮捕日 | 罪名 | 備註                                 | 來源                 |
| ---- | ----------------------- | ---------------------------------------------------------- | -------------- | -------------- | ---- | ------------------------------------ | -------------------- |
|      | 鐵木爾·伊萬諾夫         | 俄羅斯國防部副部長                                         | 逮捕及起訴     | 2024年4月24日  | 貪污 | ／                                   | [ 5 ] [ 6 ]          |
|      | 謝爾蓋·紹伊古           | 俄羅斯國防部部長                                           | 解職           | 2024年5月12日  | ／   | 轉任俄羅斯聯邦安全會議秘書           | [ 2 ]                |
|      | 魯斯蘭·察利科夫         | 俄羅斯國防部第一副部長                                     | 辭職           | 2024年5月14日  | ／   | 轉任俄羅斯聯邦安全會議第一副秘書     | [ 2 ]                |
|      | 尤里·庫茲涅佐夫         | 俄羅斯國防部人事總局局長                                   | 逮捕           | 2024年5月14日  | 貪污 | ／                                   | [ 2 ]                |
|      | 伊萬·波波夫             | 俄羅斯陸軍第58合成集團軍前司令                             | 逮捕及起訴     | 2024年5月17日  | 貪污 | 被視為政治逮捕                       | [ 9 ] [ 1 ] [ 10 ]   |
|      | 尤里·薩多文科           | 俄羅斯國防部長辦公室主任                                   | 解職           | 2024年5月20日  | ／   | ／                                   | [ 1 ]                |
|      | 瓦季姆·沙馬林           | 俄羅斯聯邦武裝力量主要通訊局局長、俄羅斯總參謀部副總參謀長 | 逮捕           | 2024年5月22日  | 貪污 | ／                                   | [ 11 ] [ 12 ] [ 13 ] |
|      | 羅西亞娜·馬爾科夫斯卡婭 | 俄羅斯國防部長新聞秘書                                     | 辭職           | 2024年5月22日  | ／   | ／                                   | [ 14 ]               |
|      | 弗拉基米爾·韋爾捷列茨基 | 俄羅斯國防部確保國家國防秩序司司長                         | 逮捕           | 2024年5月23日  | 貪污 | ／                                   | [ 15 ]               |
|      | 蘇赫拉布·艾哈邁多夫     | 第20近衛合成集團軍司令                                     | 解職           | 2024年5月23日  | ／   | ／                                   | [ 16 ]               |
|      | 安德烈·貝爾科夫         | 俄羅斯公營公司軍事建築公司總經理                           | 逮捕及起訴     | 2024年7月25日  | 貪污 | 俄羅斯國防部副部長伊萬諾夫的高級助理 | [ 17 ]               |
|      | 德米特里·布尔加科夫     | 俄罗斯国防部副部长                                         | 逮捕及起诉     | 2024年7月26日  | 贪污 | ／                                   | [ 18 ]               |
|      | 阿列克謝·克里沃魯奇科   | 俄羅斯國防部副部長                                         | 辭職及起訴     | 日期未知       | 貪污 | ／                                   | [ 2 ]                |

## 反應
《莫斯科時報》引用其俄羅斯匿名官員消息來源指，隨著清洗行動擴大，這可能是俄羅斯現代歷史上「最大規模的清洗」。俄羅斯總統新聞發言人德米特里·佩斯科夫否認當局對俄羅斯國防部進行清洗行動，形容其是「一項持續不斷的反腐敗工作」。
俄羅斯聯邦安全局積極參與清洗俄羅斯國防部行動，標誌安全局與國防部的對峙中，安全局取得勝利。結果也反映俄羅斯總統弗拉基米爾·普京對軍隊進行系統性變革決心的體現，並將俄羅斯入侵烏克蘭未能迅速取得勝利和戰場失利究責於以紹伊古為首的俄羅斯國防部官員。說明普京對軍隊腐敗問題的容忍度降低，特別是當這些問題影響到他的個人計劃時。
具影響力的親戰軍事博主和國防部的強烈批評者對俄羅斯當局清洗俄羅斯國防部表示歡迎，尤其是慶祝高級將領蘇赫拉布·艾哈邁多夫被解職，儘管艾哈邁多夫被解職時正帶領第20集團軍進攻萊曼。而相反，另一名高級將領伊萬·波波夫被捕，成為清洗中的一個異常和焦點事件，親戰軍事博主形容波波夫是「俄羅斯最出色的軍官之一」，他們對波波夫成為被清洗的對象感到憤慨。
5月24日，波波夫被戴上手銬帶上法庭，他在走廊向記者稱，正在發生的審判是一場「作秀」。

## 另見
- 1937年-1938年紅軍大清洗（俄语：Репрессии в РККА (1937—1938)）
- 1941年清洗红军